# Юмбер II
Юмбер (Гумберт, Умберт) II (фр. Humbert II de Viennois; 1312 — 22 травня 1355) — дофін В'єнський, граф Альбонський, В'єннський, Браянсонський, Гренобльський, Ембрунський і Ойзанський, барон Ла-Тур-дю-Пін, сеньйор Коліньї у 1333—1349 роках. Продав свої володіння Французькому королівству, після чого зробив церковну кар'єру.

## Життєпис
Походив з династії Ла-Тур-дю-Пін. Другий син Жана II, дофіна В'єнського, та Беатриси Угорської. Народився 1312 року. 1319 року після смерті батька опинився під опікою стрийка Генріха, єпископа Меца. 1321 року успадкував від іншого стрийка — Гуго — баронство Факіньї. Потім здійснив подорож Європою, зокрема гостював у вуйка Карла I Роберта, короля Угорщини.
1332 року пошлюбив представницю впливового прованського роду де Бо. У 1333 році після загибелі брата Гіга VIII успадкував Дофіне, графства Гренобль, Ембрун і Ойзан й родинні сеньйорії. 1334 року підтвердив статус графа Альбона і В'єну.
Водночас проблемою залишалася спадщина, оскільки 1335 року помер його єдиний син Андре. 1337 року пропонував продати усі свої володіння Роберту I, королю Неаполю, але вони не зійшлися в ціні.
Намагався наслідувати розкішний двір королів Угорщини та Неаполя. Своєю резиденцією обрав замок Бовуар-ан-Руаян. Намагався впорядкувати управління, для чого 1337 року запровадив Раду Дофіне, який став судовим органом (в подальшому перетворилася на Парламент Дофіне). 1338 року опинився перед загрозою банкрутства. Тому вигнав з своєї держави євреїв, конфіскувавши їх майно та гроші. Також обклав штрафами ломбардських та тосканських банкірів й торгівців, звинувативши їх у лихварстві. В тому ж році постало місто В'єнн. Лише за посередництва стрийка дружини Агульта де Бо вдалося владнати ситуацію. Тоді ж для платні військам позичив в папи римського 30 тис. флоринів. 1339 року за згодою папи римського Бенедикта XII заснував Гренобльський університет. Невдовзі розпочав перемовини з Папою Римським щодо продажу Дофіне та інших володінь за 452 тис. флоринів. Але Бенедикт XII запропонував лише 150 тис. флоринів.
1340 року рішенням Юмбера II створено фінансову раду. Потім позичив у папи римського 15 тис. флоринів. 1341 року взяв іншу позику в 16200 флоринів. Водночас дофін В'єннський стикнувся з інтригами П'єра Роже, архієпископа Руанського, який переконував папу римського не погоджуватися на пропозиції Юмбера II. Тим самим він підігрував прагненням французького короля Філіппа VI Валуа встановити свою владу в Дофіне.
1343 року Юмбер II запропонував королю Франції передати Дофіне його другому синові в обмін на погашення усіх боргів дофіну та щорічну пенсію. Разом з тим вів більш конкретні перемовини щодо продажу Дофіне неаполітанському королю. 29 травня уклав договір про продаж Дофіне так званій Республіці Брянцонезе (утворена 52 гірськими парафіями). Втім під тиском нового папи римського Климента VI цю угоду було скасовано й підписано угоду про передачу Дофіне сину французького короля. В тому ж році разом з П'єром I, герцогом Бурбонським представляв французького короля на перемовинах з англійськими посланцями з метою укладання перемир'я (на той час тривала Сторічна війна). 
1345 року зголосився очолити хрестовий похід для захисту Смірни в Малій Азії. 26 травня 1345 року папа римський призначає Юмбера II генерал-капітаном Апостольського престолу. В листопаді під командуванням з військом рушив із Венеції на Смірну, яку взяли в облогу турки. Після невеличкого відпочинку на Родосі у лютому 1346 року здобув перемогу над ворогом в Мітилені, потім Юмбер II відновив утримувану християнами нижню частину Смірни. У вересні 1347 року повернувся до Дофіне. 1349 року підписує остаточний договір з Францією, яка приймає Дофінський статут, який звільняє мешканців цієї області від багатьох французьких податків. Натомість Юмбер отримує 200 тис. флоринів одноразово та щорічну пенсію в 24 тис. флоринів. Церемонія зречення Юмбера та передачі влади над Дофіне відбулася в Ліоні.
Невдовзі стає членом домініканського ордену, відправившись до монастиря Монто. 1350 року в церкві Собор Нотр-Дам-де-Дом папа римський висвятив колишнього дофіна на священника. 1351 року стає латинським патріархом Олександрії. 1352 року також призначається апостольським адміністратором Реймської єпархії. 1355 року рушив до Авіньйона, претендуючи на посаду Паризького єпископа. Але помер на шляху в якобинському монастирі в Клермоні (Овернь).

## Родина
Дружина — Марія, донька сеньйора Бертрана де Бо де Берре
Діти:
- Андре (1333—1335)

- 4 бастарди